# Moise Kean
Moise Bioty Kean (28. únor 2000 Vercelli, Itálie) je italský fotbalový útočník hrající za Juventus i za reprezentaci Itálie. V reprezentaci debutoval 18 letech v roce 2018 a ve druhém zápase vstřelil branku a stal se tak nejmladším střelcem.

## Přestupy
- z Juventus do Everton za 27 500 000 Euro
- z Everton do Juventus za 7 000 000 Euro (hostování)
- z Everton do Juventus za 30 000 000 Euro

## Kariéra

### Klubová

#### Mládí
Kean se narodil ve Vercelli rodičům z Pobřeží slonoviny Biorou a Isabelle. Když se jeho rodiče rozvedli, když mu byly čtyři roky, přestěhoval se se svými dvěma bratry se svou matkou do Asti, kde strávil zbytek dětství a dospívání.
Keana si poprvé všiml Renato Biasi (bývalý italský brankář), který ho vložil do mládežnických týmů Asti CFC, než ho nabídl Turínu. V roce 2011 jej však místo obnovy s Granatou podepsal turínský rival Juventus (dokud není hráčovi 14 let, smlouva je roční a neustále se obnovuje). Ve své poslední sezóně v mládežnických týmech Juventusu, v letech 2015–16, nastřílel 24 gólů v 25 hrách.

#### Juventus

##### 2016/17: Debutová sezóna
Kean debutoval v Juventusu dne 19. listopadu 2016, ve věku 16 let, 8 měsíců a 23 dní, v 84. minutě nastoupil místo Mario Mandžukiće ve vítězném zápase 3: 0 nad Pescarou v Serii A. se stal nejmladším debutantem klubu a prvním hráčem narozeným v roce 2000, který soutěžil v jedné ze čtyř evropských hlavních lig. Dne 22. listopadu se stal prvním hráčem narozeným v roce 2000, který se objevil v zápase Ligy mistrů UEFA, poté, co byl v 84. vystřídán při výhře nad Sevillou 3: 1. Dne 27. května 2017, v posledním zápase Juventusu sezóny 2016–17 Serie A, Kean vstřelil svůj první gól za Juventus, vítězný gól vítězství 2: 1 nad Bolognou, a stal se také prvním hráčem narozeným v roce 2000, který skóroval cílem v jedné z pěti hlavních evropských lig.

##### 2017/18: Půjčka do Verony
Dne 31. srpna 2017, poté, co prodloužil svou smlouvu do 30. června 2020, byl Kean zapůjčen týmu Hellas Verona na roční smlouvu. 10. září debutoval za Veronu v Serii A jako náhradník a ve 46. minutě nahradil Alexe Ferrariho při domácí porážce 5: 0 proti Fiorentině. 1. října Kean vstřelil svůj první gól za Veronu v 87. minutě při remíze 2:2 proti Torinu.
Dne 28. ledna 2018, Kean poprvé skóroval dvakrát v jednom zápase v Serii A při výhře 4: 1 proti Fiorentině, stal se tak teprve druhým hráčem narozeným v roce 2000 po Pietro Pellegrim, kterému se to povedlo. Ve své sezóně v klubu dosáhl 20 soutěžních vystoupení a čtyř branek.

##### 2018/19: Návrat do Juventusu
12. ledna 2019 Kean skóroval ve výhře 2: 0 nad Bolognou v Coppa Italia. Dne 8. března 2019, Kean vstřelil dva góly v první polovině proti Udinese, v domácím vítězství 4: 1. 2. dubna 2019 Kean vstřelil druhý gól ve výhře 2: 0 proti Cagliari, během níž Kean podléhal rasistickému zpěvu části fanoušků Cagliari. Spoluhráč Juventusu Leonardo Bonucci byl těžce kritizován poté, co uvedl, že Kean byl částečně vinen jeho oslavou, která způsobila další posměšky. Angličan Raheem Sterling považoval komentáře za „směšné“, krajan Mario Balotelli, anglický rapper Stormzy a bývalý hráč Juventusu Paul Pogba také bránili Moise. Bonucci naznačil, že Keanova oslava způsobila další posměšky, a pro Sky Sport Italia uvedl: „Kean ví, že když dá gól, musí se soustředit na oslavu se svými spoluhráči. Ví, že mohl udělat něco jiného i jinak. Po gólu se objevily rasistické posměšky, Blaise to zaslechl a rozhněval se. Myslím, že vina je 50: 50, protože Moise to neměl dělat a Curva (zakřivený stánek pro sezení) tak neměl reagovat. Jsme profesionálové, musíme jít příkladem a ne kohokoli provokovat.“ V následujícím zápase Juventusu 6. dubna nastoupil Kean z lavičky proti Milánu, aby vstřelil vítězný gól při domácím vítězství 2: 1 v Serii A, čímž ho přiblížil jen na jednu výhru k zisku ligového titulu. Následující ligový zápas, 13. dubna, Kean vstřelil první gól v porážce 2: 1 proti SPAL, čímž označil svůj šestý po sobě jdoucí gól v tolika zápasech za klub i zemi.

#### Everton

##### 2019/20: Debutová sezóna
Kean se připojil k Evertonu dne 4. srpna 2019 a podepsal pětiletou smlouvu za poplatek 27,5 milionu EUR plus 2,5 milionu EUR za příplatky. 10. srpna debutoval v Evertonu remízou 0: 0 proti Crystal Palace v Premier League kdy nahradil Dominica Calverta-Lewina. V listopadu 2019 byl Kean z disciplinárních důvodů vyřazen z družstva Evertonu v den zápasu. Dne 21. ledna 2020 vstřelil svůj první gól za Everton při domácí remíze 2: 2 proti Newcastlu United v Premier League. U posledního utkání sezóny nastoupil Kean k zápasu a vstřelil svůj druhý gól za Everton, když vyrovnal proti Bournemouthu v 41. minutě, což Everton prohrál.

##### 2020/21: Hostování v Paris Saint-Germain
Kean zahájil sezónu 2020–21 v Evertonu a ve dvou zápasech EFL Cupu dal dva góly. Dne 4. října 2020 nastoupil do klubu z Ligue 1 Paris Saint-Germain s roční půjčkou. Debutoval výhrou 4: 0 proti Nîmes v Ligue 1 16. října, nedal gól, taktéž viděl jak se hlavičkový pokus spoluhráče odrazil od břevna. V následujícím ligovém zápase 24. října přišly první góly Keana pro klub v podobě dvou vstřelených gólů proti Dijonu, při výhře 4: 0. Dne 28. října v dalším zápase Paris Saint-Germain vstřelil Kean své první dva góly v Lize mistrů UEFA proti tureckému týmu İstanbul Başakşehir ve skupinové fázi.
10. února 2021 debutoval Kean v Coupe de France; vstřelil jediný gól v zápase, který skončil výhrou 1: 0 nad Caenem a posunul tím PSG do 1/32-finále kola. Keanův první gól ve vyřazovací fázi Ligy mistrů přišel 16. února a v první části 16. kola skóroval při výhře 4: 1 v Barceloně.

### Reprezentační
Kean byl členem italských mládežnických reprezentací U15, U16 a U17.

## Statistiky

### Klubové
| Sezóna             | Klub               | Liga               | Liga   | Liga | Ligové poháry | Ligové poháry | Ligové poháry | Kontinentální poháry | Kontinentální poháry | Kontinentální poháry | Celkem | Celkem |
| Sezóna             | Klub               | Soutěž             | Zápasy | Góly | Soutěž        | Zápasy        | Góly          | Soutěž               | Zápasy               | Góly                 | Zápasy | Góly   |
| ------------------ | ------------------ | ------------------ | ------ | ---- | ------------- | ------------- | ------------- | -------------------- | -------------------- | -------------------- | ------ | ------ |
| 2016/17            | Juventus           | Serie A            | 3      | 1    | IP            | 0             | 0             | LM                   | 1                    | 0                    | 4      | 1      |
| 2017/18            | Verona             | Serie A            | 19     | 4    | IP            | 1             | 0             | -                    | 0                    | 0                    | 20     | 4      |
| 2018/19            | Juventus           | Serie A            | 13     | 6    | IP+IS         | 1+0           | 1+0           | LM                   | 3                    | 0                    | 17     | 7      |
| 2019/20            | Everton            | Premier League     | 29     | 2    | AP+ALP        | 1+3           | 0             | -                    | 0                    | 0                    | 33     | 2      |
| 2020               | Everton            | Premier League     | 2      | 0    | AP+ALP        | 0+2           | 0+2           | -                    | 0                    | 0                    | 4      | 2      |
| 2020/21            | PSG                | Ligue 1            | 26     | 13   | FP+FS         | 5+1           | 1             | LM                   | 9                    | 3                    | 41     | 17     |
| srpen 2021         | Everton            | Premier League     | 1      | 0    | ALP           | 1             | 0             | -                    | 0                    | 0                    | 2      | 0      |
| Celkem za Everton  | Celkem za Everton  | Celkem za Everton  | 32     | 2    | -             | 7             | 2             | -                    | 0                    | 0                    | 39     | 4      |
| 2021/22            | Juventus           | Serie A            | 32     | 5    | IP+IS         | 3+1           | 0             | LM                   | 6                    | 1                    | 42     | 6      |
| 2022/23            | Juventus           | Serie A            | 28     | 6    | IP            | 2             | 1             | LM+EL                | 5+5                  | 1+0                  | 40     | 8      |
| 2023/24            | Juventus           | Serie A            | ?      | ?    | IP            | ?             | ?             | -                    | 0                    | 0                    | ?      | ?      |
| Celkem za Juventus | Celkem za Juventus | Celkem za Juventus | 76     | 18   | -             | 7             | 2             | -                    | 20                   | 2                    | 103    | 22     |
| Celkově            | Celkově            | Celkově            | 153    | 37   | -             | 21            | 5             | -                    | 29                   | 5                    | 203    | 47     |

### Reprezentační

#### Statistika na velkých turnajích
- Na Mistrovství světa i Evropy ještě nehrál.

#### Reprezentační branky
| Gól | Datum       | Stadion                              | Soupeř          | Skóre | Výsledek | Soutěž              |
| --- | ----------- | ------------------------------------ | --------------- | ----- | -------- | ------------------- |
| 010 | 23. 3. 2019 | Stadio Friuli, Udine, Itálie         | Finsko          | 2:0   | 9:1      | Kvalifikace ME 2020 |
| 02  | 26. 3. 2019 | Stadio Ennio Tardini, Parma, Itálie  | Lichtenštejnsko | 5:0   | 6:0      | Kvalifikace ME 2020 |
| 030 | 8. 9. 2021  | Mapei Stadium, Reggio Emilia, Itálie | Litva           | 1:0   | 5:0      | Kvalifikace MS 2022 |
| 040 | 8. 9. 2021  | Mapei Stadium, Reggio Emilia, Itálie | Litva           | 4:0   | 5:0      | Kvalifikace MS 2022 |

## Úspěchy

### Klubové

#### Národní
- vítěz italské ligy (2x)

Juventus: 2016/17, 2018/19
- vítěz italského poháru (1x)

Juventus: 2016/17
- vítěz italského superpoháru (1x)

Juventus: 2018
- vítěz francouzského poháru (1x)

PSG: 2020/21
- vítěz francouzského superpoháru (1x)

PSG: 2020

### Reprezentační
- 1× na LN (2020/21 – bronz)
- 1× na ME U21 (2019)